# NGC 953
NGC 953 (również PGC 9586 lub UGC 1991) – galaktyka eliptyczna (E), znajdująca się w gwiazdozbiorze Trójkąta. Odkrył ją Heinrich Louis d’Arrest 26 września 1865 roku.